# Campylophyllum quisqueyanum
Campylophyllum quisqueyanum är en bladmossart som beskrevs av Lars Hedenäs 1997. Campylophyllum quisqueyanum ingår i släktet småspärrmossor, och familjen Amblystegiaceae. Inga underarter finns listade i Catalogue of Life.